# Flavio Davino
Flavio Germán Davino Rodríguez (ur. 15 sierpnia 1974 w Leónie) – meksykański piłkarz pochodzenia argentyńskiego występujący na pozycji środkowego obrońcy lub pomocnika, obecnie trener. Jego brat Duilio Davino również był piłkarzem.

## Kariera klubowa
Davino urodził się w mieście León, gdzie w tamtejszym zespole Club León występował jego ojciec, argentyński piłkarz Jorge Davino, który po zakończeniu kariery osiadł w Meksyku na stałe. Jest wychowankiem zespołu ze swojego rodzinnego miasta – Club San Sebastián de León, skąd przeniósł się do klubu Tecos UAG z siedzibą w Guadalajarze, w którym występował razem ze swoim bratem Duilio. Do seniorskiej drużyny został włączony w wieku dwudziestu jeden lat przez szkoleniowca Jesúsa Bracamontesa po dwóch sezonach występów w drugoligowych rezerwach – Atlético Tecomán. W meksykańskiej Primera División zadebiutował 26 sierpnia 1995 w zremisowanym 1:1 spotkaniu z Celayą. W tym samym roku zdobył ze swoją drużyną Puchar Zdobywców Pucharów CONCACAF, jednak pozostawał wyłącznie rezerwowym Tecos i pewne miejsce w wyjściowym składzie wywalczył sobie dopiero po upływie kilku miesięcy. Premierowego gola w najwyższej klasie rozgrywkowej strzelił 29 stycznia 1997 w zremisowanej 1:1 konfrontacji z Tolucą, a ogółem barwy Tecos reprezentował przez dwa lata, nie odnosząc sukcesów na arenie krajowej.
Latem 1997 Davino przeszedł do ekipy Club León, gdzie występował przez rok jako podstawowy zawodnik, w jesiennym sezonie Invierno 1997 notując tytuł wicemistrzowski. W późniejszym czasie przeniósł się do drużyny Monarcas Morelia, w której z miejsca wywalczył sobie niepodważalne miejsce na środku obrony. W sezonie Invierno 2000 zdobył z zespołem prowadzonym przez trenera Luisa Fernando Tenę mistrzostwo Meksyku, jedyne zarówno w swojej karierze, jak i w historii klubu. Po czterech latach spędzonych w Morelii, w lipcu 2002 podpisał umowę z klubem Cruz Azul ze stołecznego miasta Meksyk, którego barwy reprezentował przez rok jako rezerwowy, po czym powrócił do swojego macierzystego Tecos UAG. Tam, będąc kluczowym zawodnikiem ekipy, w wiosennych rozgrywkach Clausura 2005 osiągnął tytuł wicemistrza kraju. Przez ostatnie kilka miesięcy pobytu w Tecos pełnił jednak rolę rezerwowego i profesjonalną karierę zdecydował się zakończyć w wieku 32 lat. Opisywany jako silny zawodnik dysponujący dobrym odbiorem piłki, mogący występować zarówno w środku pola, jak i na pozycji stopera, przez większość kariery piłkarskiej pozostawał jednak w cieniu swojego młodszego brata – Duilio Davino.

## Kariera reprezentacyjna
W seniorskiej reprezentacji Meksyku Davino zadebiutował za kadencji selekcjonera Enrique Mezy, 24 stycznia 2001 w przegranym 0:2 meczu towarzyskim z Bułgarią. Był to zarazem jego jedyny występ w kadrze narodowej.

## Kariera trenerska
Po zakończeniu kariery piłkarskiej Davino ukończył szkołę trenerską i rozpoczął pracę w roli szkoleniowca. W latach 2006–2014 był najbliższym współpracownikiem szkoleniowca Ricardo La Volpe (prywatnie swojego teścia), asystując mu w ośmiu drużynach – kolejno w argentyńskich Boca Juniors i Vélez Sársfield, meksykańskich CF Monterrey i Club Atlas, reprezentacji Kostaryki, argentyńskim Club Atlético Banfield oraz meksykańskich Atlante FC i Chivas de Guadalajara. W maju 2014 rozpoczął samodzielną pracę trenerską, obejmując drugoligowy zespół Atlético San Luis z miasta San Luis Potosí. Prowadził go z przeciętnym skutkiem i bez większych sukcesów przez pół roku, odnosząc sześć zwycięstw, pięć remisów i siedem porażek w osiemnastu spotkaniach, po czym w listopadzie odszedł z drużyny. Na przestrzeni kolejnych kilku miesięcy zaangażował się w projekt akademii piłkarskiej Somnus México (Soccer Internship and School), którą założył wraz ze swoim bratem Duilio.
W styczniu 2016 Davino został trenerem drugoligowego zespołu Alebrijes de Oaxaca.